# Matouš Collinus z Chotěřiny

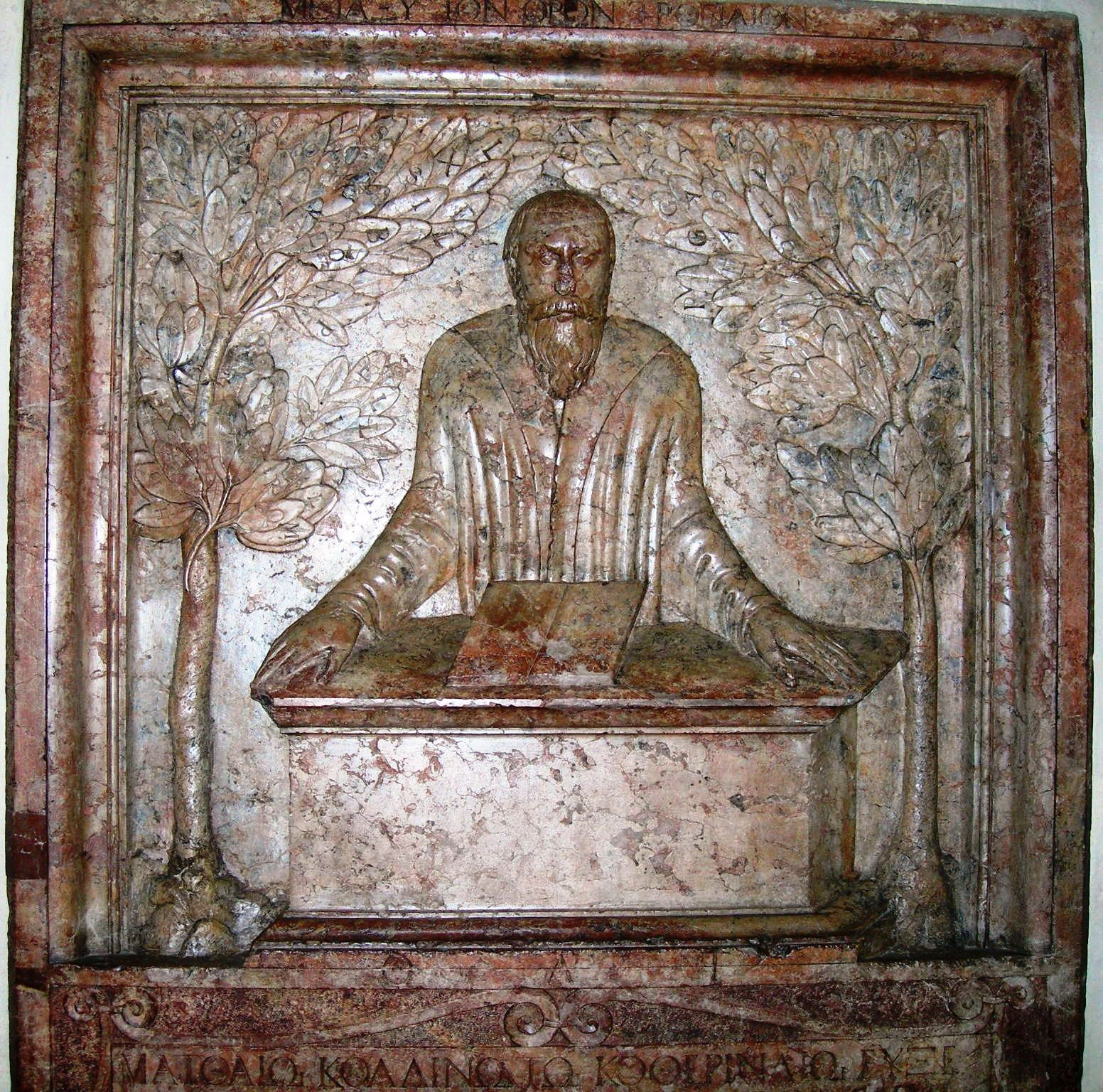
Pamětní deska M. Collina, 1566 (Velká aula Karolina)

Matouš Collinus z Chotěřiny (1516, Kouřim – 4. června 1566, Praha) byl český humanista, učitel na Karlově univerzitě a spisovatel.

## Život
Studoval ve Wittenbergu; byl přívržencem Lutherovým a žákem Melanchtonovým. Po studiích se roku 1540 vrátil do Prahy, kde začal vyučovat řečtinu, později i latinu. Roku 1548 dostal od hraběte Kryštofa z Hardeka dům zvaný Andělská zahrada (Praha, Jindřišská ulice – nyní hlavní pošta). Zde založil soukromou školu o dvou třídách. Přídomek „z Choteřiny“ psal za své jméno vzhledem ke své příslušnosti k básnickému kroužku okolo Jana staršího Hodějovského z Hodějova, pocházejícího z tvrzi Chotěřiny (nyní se ves nazývá Kotýřina). Kvůli svým satirickým básním se roku 1560 dostal do sporu s vedením univerzity a brzy nato musel přestat vyučovat – poté se stáhl do soukromí.
Byl pohřben na Starém Městě při Betlémské kapli, po zrušení hřbitova byl mramorový náhrobní kámen přenesen do Lapidária Národního muzea v Praze, kde je vystaven dodnes.

## Dílo

### Učebnice
- Elementarius libellus pro novellis scholasticis – učebnice latiny pro začátečníky
- De quatuor partibus grammatices praeceptiunculae compendiosae cum exemplis et significationibus bohemicis' – gramatika

### Latinské spisy
- Liber de educatione puerorum – zpráva o jeho škole
- Catalogus academiarum totius orbis christiani
- Illustriores sententiae et dicta Christi – výklady Kristových slov, podle svatých evangelistů
- Vera narratio de statu religionis in bohemica gente – přehled církevní historie v Čechách, pravděpodobně jeho nejlepší a stěžejní dílo.